# Ashley Massaro
Ashley Marie Massaro (New York, 26 maggio 1979 – Long Island, 16 maggio 2019) è stata una wrestler e modella statunitense, nota per i suoi trascorsi nella WWE tra il 2005 e il 2008.
È stata la vincitrice del WWE Diva Search nel 2005 ed è apparsa sulla copertina di Playboy nell'aprile del 2007.

## Biografia
Massaro crebbe a Babylon (New York), dove suo fratello e suo padre militavano nel wrestling amatoriale. Laureata in comunicazione all'Università di New York nella sede di Albany, con una specializzazione minor in Business, era di origini italiane in quanto i suoi nonni erano del sud Italia.

## Carriera nel wrestling

### World Wrestling Entertainment (2005–2008)

#### Raw Diva Searche alleanza con Trish Stratus (2005–2006)
Ashley Massaro arrivò in WWE nel giugno del 2005 come concorrente nel Raw Diva Search. Dopo aver battuto le altre sette finaliste, venne dichiarata vincitrice nell'edizione di Raw del 15 agosto, ottenendo 250 000 dollari e un contratto per un anno con la federazione.
Fece la sua prima apparizione in WWE come divas ufficiale il 21 agosto 2005 nell'edizione di Heat pre-SummerSlam, dove ricoprì il ruolo di intervistatrice con The Fabulous Moolah e Mae Young. Più tardi nella stessa serata, Massaro fece la sua prima apparizione al PPV SummerSlam quando si unì alle altre divas in un segmento del backstage che le riprendeva al lavaggio della limousine di Mr. McMahon.

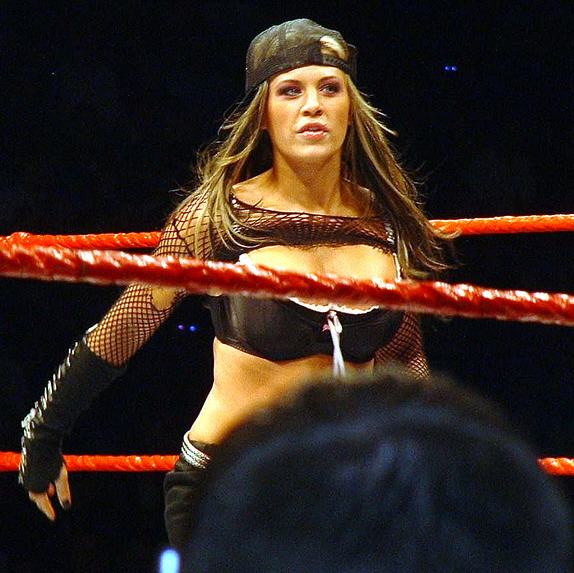
Ashley Massaro a Raw.

La notte successiva, a Raw, Torrie Wilson e Candice Michelle chiamarono sul ring Massaro con il pretesto di darle il benvenuto nel roster, ma una volta arrivata, la colpirono, passando nella fazione degli heel. Ashley continuò il feud con le due divas a cui presto si unì anche Victoria, che successivamente sconfisse Ashley nel suo match di debutto. Massaro venne affiancata dalla rientrante Trish Stratus, con cui sconfisse il trio - che prese il nome di Ladies in Pink (e in seguito Vince's Devils) - in diverse occasioni, incluso Unforgiven 2005 e WWE Homecoming in un 3 on 2 bra & panties handicap match. Ashley continuò a disputare incontri fino alla fine del 2005 e prese parte all'annuale Fulfill Your Fantasy Battle Royal al pay-per-view Taboo Tuesday: Massaro eliminò Candice Michelle prima di essere lei stessa a finir fuori per mano di Victoria. Nello show di tributo a Eddie Guerrero, Ashley partecipò a una Battle Royal tra nove divas, ma a vincere fu Melina.
All'inizio del 2006 vinse il primo bra & panties Gauntlet match della storia a New Year's Revolution, entrando per ultima, e qualche tempo dopo fu vittima di una serie di attacchi da parte della gelosa Mickie James. Alla Royal Rumble 2006, Mickie sconfisse Ashley, nonostante la presenza della campionessa femminile Trish Stratus come arbitro speciale della contesa. Ashley ottenne la vittoria una settimana più tardi schienando James nel rematch a Raw.
Durante la puntata di Raw del 20 febbraio, Ashley s'infortunò al perone sinistro in una Women's Battle Royal, e il suo feud con James saltò. Si sottopose a un intervento chirurgico per posizionare una placca nella sua gamba. Nel marzo 2006, durante il suo periodo di stop, Ashley apparve occasionalmente a Raw prendendo parte alla faida che vedeva contrapposte Trish Stratus e Mickie James, anche se in un ruolo non da protagonista. Il 22 marzo Massaro annunciò di aver allungato il contratto con la WWE per altri tre anni.

#### Draft aSmackDown!(2006–2007)
Il 1º giugno 2006 il sito ufficiale della federazione annunciò il passaggio di Ashley al roster di SmackDown!. Massaro debuttò nel nuovo roster il giorno dopo, come commentatrice speciale del match fra Kristal Marshall e Jillian Hall. La settimana successiva Ashley sconfisse Jillian Hall, Kristal Marshall e Michelle McCool in un Summer Kick-Off Bikini Contest. A The Great American Bash riuscì a battere Kristal, Michelle McCool e Jillian in un Fatal Four Way bra & panties match. In seguito, anche se per un breve periodo di tempo, svolse il ruolo di manager di Paul London e Brian Kendrick.
Agli inizi del 2007, Ashley iniziò un feud con Melina, dovuto proprio alla gelosia di quest'ultima nei suoi confronti. L'astio si concluse a WrestleMania 23 con un match per il Women's Championship, vinto dalla sfidante, nonché campionessa.
L'8 giugno 2007 a SmackDown! Ashley fu sospesa a tempo indeterminato (kayfabe) da Vince McMahon, poiché Massaro gli rovesciò involontariamente addosso una tazza di caffè; nella puntata di Raw dell'11 giugno la ragazza si collegò via satellite con l'arena di Los Angeles dove si tenne lo show chiedendo scusa a McMahon davanti al pubblico. La sospensione di Ashley fu in realtà parte di una storyline creata per giustificare le assenze della ragazza dagli show della WWE: in quel periodo, infatti, Massaro accettò di prendere parte alla quindicesima edizione del reality show statunitense Survivor.

#### Ultimi match e abbandono (2008)

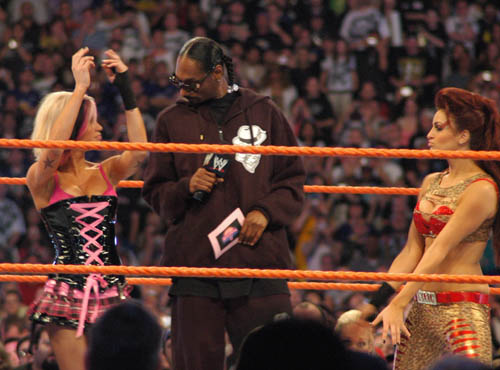
Ashley Massaro (a sinistra) con Maria Kanellis e Snoop Dogg a WrestleMania XXIV nel marzo 2008.

Il 7 gennaio 2008 Ashley tornò a lottare nella WWE durante una puntata di Raw, vincendo un divas lingerie pillow fight contro Maria, Jillian Hall, Melina e Mickie James. Più tardi in quel mese iniziò una storyline con Maria e Santino Marella, cercando di convincere Maria a posare per Playboy, ma puntualmente la ragazza veniva ostacolata da Santino. Qualche settimana dopo Ashley si infortunò a una mano durante un house show. Nella puntata di Raw del 24 marzo, tornò sul ring e nell'occasione aiutò Maria. Ashley prese quindi il posto di Candice Michelle (al tempo inattiva a causa di un infortunio) nel match di coppia riservato alle divas previsto per WrestleMania XXIV, incontro che perse contro Beth Phoenix e Melina a causa dell'interferenza di Santino Marella.
Il 27 aprile Ashley, assieme a Mickie James, Cherry, Kelly Kelly, Maria e Michelle McCool, perse a Backlash 2008 in un 12 Divas Tag Team Match contro Beth Phoenix, Victoria, Natalya, Layla e Melina.
Il 9 luglio 2008, Massaro e la WWE decisero consensualmente di porre fine al contratto che legava la wrestler alla federazione; il 2 luglio precedente, Massaro aveva rivelato sulla sua pagina di Myspace di essere una madre single di una bambina di sette anni e che a causa dello stato di salute della figlia, aveva ufficialmente richiesto alla WWE di poter lasciare la federazione.

### Circuito indipendente (2017)
Dopo aver abbandonato la WWE nel 2008, Massaro tornò al wrestling professionistico nel settembre del 2017, partecipando a Pro Wrestling ZERO1 USA con l'ex lottatrice Jillian Hall, con la quale aveva disputato diversi incontri ai tempi in cui entrambe lavoravano in WWE.

## Altre attività

### Survivor
Ashley, intorno alla metà del 2007, partecipò al reality show statunitense Survivor, svoltosi in Cina. Lei dichiarò che si avvicinò alla WWE con l'intento di fare il programma, e dopo aver svolto il processo di selezione del cast, scoprì di dover partecipare al programma solo dieci giorni prima di partire per la Cina. Fu assegnata alla tribù Zhan Hu nel primo episodio, e iniziò a dar fastidio ai membri della sua tribù con le sue costanti litigate con il concorrente dello stesso gruppo Dave Cruser. Nel secondo episodio, Massaro fu eliminata dopo sei giorni in Cina con una votazione di 6-1.

### Modella e attrice
Ashley prese parte al concorso di bellezza Miss Hawaiian Tropic e fu incoronata Miss Hawaiian Tropic USA nel 2002 e Miss Hawaiian Tropic Canada nell'agosto del 2004. Apparve su FHM, Stuff, Maxim, e sulla copertina di Playboy, dopo essere stata ingaggiata in WWE, sebbene avesse già posato per Playboy precedentemente, sotto il nome di Ryan Mackenzie. In aggiunta, apparve in entrambe le riviste Femme Fatale e Flex. Ashley fu inoltre ospite per diversi episodi di E! channel Wild On! e anche su Breaking Bonaduce come personal trainer di Danny Bonaduce. Condusse inoltre Celebrity Death Match e fu protagonista speciale in un episodio di Extreme Makeover: Home Edition al fianco delle Superstar WWE John Cena e Batista.
Nel febbraio 2007, Ashley e Kane recitarono insieme in un episodio della serie televisiva Smallville, andato in onda negli Stati Uniti il 22 marzo 2007. Nell'aprile dello stesso anno, Ashley fu inoltre ospite nel programma The Sauce su Fuse. Il 20 aprile seguente, Ashley, Torrie Wilson, Maryse, Brooke, Layla e Kelly Kelly parteciparono al video musicale di Throw It on Me di Timbaland, comparendo con The Hives. Apparve anche come protagonista nel video del singolo Hell Yeah dei Rev Theory.

## Morte

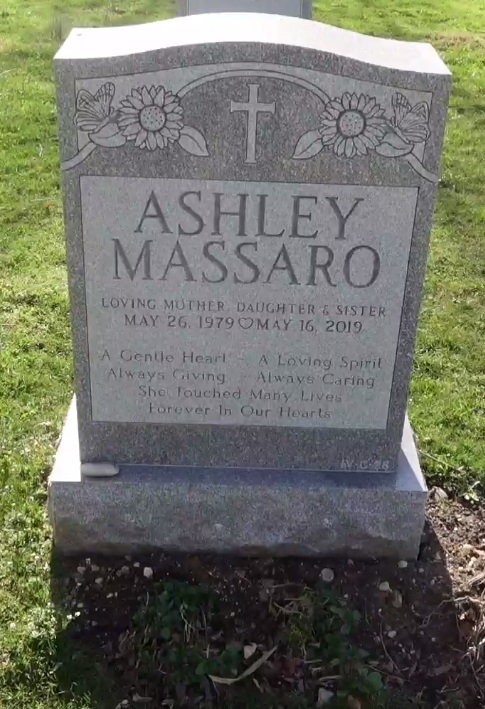
Tomba di Massaro presso il cimitero della chiesa episcopale di St. James

La mattina del 16 maggio 2019, dieci giorni prima del suo quarantesimo compleanno, Massaro morì a Long Island dopo esser stata soccorsa poco prima delle 6.00 nella sua abitazione di Smithtown. Nonostante alcuni organi di informazione avessero confermato il suicidio della ragazza per impiccamento, l'ufficio del medico legale della contea di Suffolk non dichiarò mai la causa ufficiale della morte, citando la legge sulla privacy dello stato di New York che permette di trattenere informazioni che "costituirebbero un'invasione ingiustificata della privacy personale".
Successivamente al tragico evento, alcune delle superstar femminili che avevano lavorato in passato con Ashley avviarono una raccolta fondi per permettere all'unica figlia di Massaro di studiare al college. Dopo solo 24 ore dall'annuncio furono raccolti oltre 23 000 dollari rispetto all'obiettivo prefissato di 100 000, quota che fu raggiunta nel giro di poco tempo.
Il 19 maggio 2019, al pay-per-view Money in the Bank, la WWE rese omaggio alla vita e alla carriera della wrestler proiettando una sua grafica e dedicando lo spettacolo in sua memoria.
Prima di morire, Massaro aveva preso parte a un video musicale di Brian Orlando sulla prevenzione del suicidio. Dopo la sua morte, Orlando scartò l'idea della sua pubblicazione, ma successivamente al consenso della famiglia di Massaro, il video fu pubblicato postumo nel luglio 2020.
È sepolta nel cimitero della chiesa episcopale di St. James.

## Vita privata

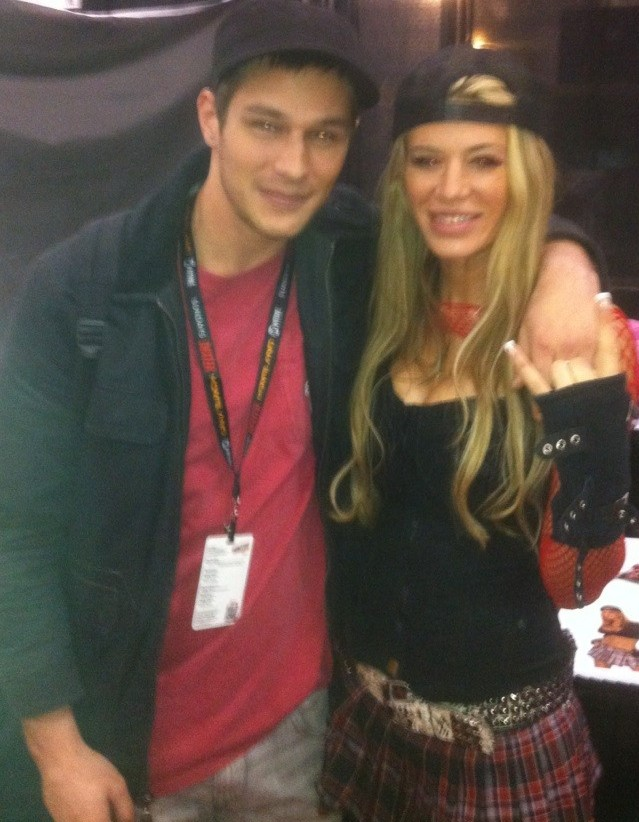
Ashley Massaro insieme al fratello nel 2012

Dalla relazione con il pugile Austin Fierstadt, il 23 luglio 2000 ebbe una figlia chiamata Alexa.
Ashley intraprese poi relazioni con Chuck Comeau, Matt Hardy, e con l'ex wrestler della WWE Paul London.
Aveva diversi tatuaggi, inclusi una stella nautica nera e rosa dietro i gomiti; un drago rosa e rosso con accanto quattro kanji che si traduce 'Non credere a nessuno', sotto il lato destro del busto; simboli kanji sul basso fondoschiena; e una farfalla all'altezza della fossa iliaca destra. Inoltre, aveva diversi piercing, i più visibili erano un monroe e uno snakebites sulle labbra.

## Personaggio

### Mosse Finali
- Starstruck (Second-rope Diving Elbowsmash)

### Wrestler di cui è stata manager
- Brian Kendrick
- Paul London
- Trish Stratus

### Soprannomi
- "The Dirty Diva"

### Musiche d'ingresso
- Be Yourself dei Audioslave (16 agosto 2005–20 marzo 2006)[28]
- Bleedsuckers di Jim Johnston (2 giugno 2006–16 febbraio 2007)
- Light A Fire di Jim Johnston (18 febbraio 2007–28 aprile 2008)[29]

## Riconoscimenti
- World Wrestling Entertainment
  - 2005 – WWE Diva Search

## Nei videogiochi
- WWE SmackDown vs. Raw 2008
- WWE SmackDown vs. Raw 2009